# Budafa megállóhely
Budafa megállóhely egy Zala vármegyei vasúti megállóhely Zalalövő településen, a GYSEV üzemeltetésében.
A névadó Budafa településrész délkeleti peremén helyezkedik el, közúti megközelítését a 7411-es útból Keménfa felé kiágazó 74 212-es (korábbi számozása szerint 74 139-es) számú mellékút biztosítja.

## Vasútvonalak
A megállóhelyet az alábbi vasútvonalak érintik:
- Boba–Bajánsenye-vasútvonal

## Kapcsolódó állomások
A megállóhelyhez az alábbi állomások vannak a legközelebb:
- Zalacséb-Salomvár vasútállomás (Boba–Bajánsenye-vasútvonal)
- Zalapatakalja megállóhely (Boba–Bajánsenye-vasútvonal)

## Forgalom
| Járat        | Útvonal | Gyakoriság |
| ------------ | --- | ---------- |
| személyvonat | Zalaegerszeg – Zalaegerszeg-Ola – Andráshida – Bagod – Zalaszentgyörgy – Zalacséb-Salomvár – Budafa – Zalapatakalja – Zalalövő – Felsőjánosfa – Pankasz – Nagyrákos – Őriszentpéter – Bajánsenye – Hodoš (Őrihodos) | Napi 6 pár |